# Frans Van Cauwelaertprijs
De Frans Van Cauwelaertprijs is een wetenschappelijke onderscheiding in Vlaanderen, onder beheer van het Frans Van Cauwelaert Fonds. Hij ontleent zijn naam aan de initiatiefnemer Frans Van Cauwelaert en bedraagt € 7500. De prijs wordt jaarlijks uitgereikt, aan een vorser die een wetenschappelijk werk in het Nederlands presenteert, om de beurt aan een van de vier wetenschapsdomeinen:
- natuur-, ingenieurs- en wiskundige wetenschappen
- psychologische, pedagogische, sociale, rechtskundige, economische en politieke wetenschappen
- biomedische wetenschappen,
- morele, filosofische, taalkundige, geschiedkundige en archeologische wetenschappen

Het is een van de Fondsprijzen van de Koninklijke Vlaamse Academie van België voor Wetenschappen en Kunsten.

## Ontstaan
Hoewel Frans Van Cauwelaert reeds voor de oorlog 1940-1945 een initiatief nam in die richting (met de oprichting van een Vlaamse Academie voor Wetenschappen, Letteren en Schone kunsten) werd het Frans Van Cauwelaertfonds opgericht in 1960, bij zijn 80e verjaardag. Het fonds moest de "Vlaamse wetenschappelijke arbeid aanmoedigen en bevorderen". Het fonds werd toen gespijsd door schenkingen, later werd een deel van zijn nalatenschap daaraan toegevoegd. Dit Fonds kende de prijs meer dan 25 maal toe, meestal aan jonge wetenschappers. Het werd voorgezeten door achtereenvolgens Fernand Collin, Gaston Eyskens en Leo Tindemans.
In 1999 nam het fonds een nieuwe start toen de prijs werd ondergebracht in de Koninklijke Vlaamse Academie van België voor Wetenschappen en Kunsten, onder voorzitterschap van Marcel Storme.
De laureaten zijn:
- 2001: Leo Storme, RUG, voor zijn onderzoek van de Galois-ruimten.
- 2002: Jan Clement, Katholieke Universiteit Leuven, voor zijn werk Taalvrijheid en bestuurstaal in België. Een constitutionele zoektocht naar de oorsprong van het territorialiteitsbeginsel en de minderheidsrechten in de Wet Taalgebruik Bestuurszaken.
- 2003: Thomas Voets, KU Leuven, voor zijn onderzoek naar hormonen en neurotransmitters.
- 2004: Bart Wauters, KU Leuven, voor zijn werk Recht als Religie. Canonieke onderbouw van de vroegmoderne staatsvorming in de Zuidelijke Nederlanden.
- 2005: Gerda Neyens (°1965), KU Leuven, voor haar fundamenteel onderzoek in de (kern-)fysica.
- 2006: Annemie Dillen, KU Leuven, voor haar werk Het gezin: à-Dieu? Naar een contextuele ethiek, theologie en (gods-)dienstpedagogiek van gezinnen vandaag.
- 2007: Joy Irobi-Devolder, Universiteit Antwerpen, voor haar onderzoek naar erfelijke factoren bij aandoeningen van het perifere zenuwstelsel.
- 2008: Jelle Haemers, KU Leuven, voor zijn onderzoek in de geschiedenis en voor zijn werk De Vlaamse Opstand (1482-1492). Staatsvorming en stedelijke opstanden in het graafschap Vlaanderen.
- 2009: Ben Craps, Vrije Universiteit Brussel, voor zijn onderzoek in de theoretische hoge-energie-fysica en de kosmologie
- 2010: Stefaan Pleysier (°1975), KU Leuven, voor zijn onderzoek in de criminologie en zijn werk Angst voor criminaliteit onderzocht. De brede schemerzone tussen alledaagse realiteit en irrationeel fantoom.
- 2011: Joris Vriens (°1978), microbioloog van KU Leuven voor zijn onderzoek naar TRP-kanalen en hun rol bij pijnstillers.
- 2012: Pieter De Leemans KU Leuven en Mike Kestemont Universiteit Antwerpen
- 2013: Leen Decin KU Leuven
- 2014: Orhan Agirdag (°1984) KU Leuven en Koen Abts KU Leuven
- 2015: Piet Ost (°1981) RUG, voor zijn onderzoek "Gerichte therapie voor prostaatkanker met beperkte uitzaaiingen."
- 2016: Steffen Ducheyne, voor zijn onderzoek over de ontwikkeling van de wetenschappelijke methode van de 17de tot de 19de eeuw.
- 2017: Philippe Tassin, voor zijn onderzoek naar de wisselwerking van licht met nieuwe nanofotonische materialen.
- 2018: Bram Spruyt, voor zijn wetenschappelijk onderzoek naar de gevolgen van de groei van een diplomasamenleving.

toekomstige prijsgebieden
- 2019: Exacte wetenschappen: biomedische wetenschappen
- 2020: Humane wetenschappen: archeologische, filosofische, geschiedkundige, morele en taalkundige wetenschappen
- 2021: Exacte wetenschappen: natuur-, ingenieurs- en wiskundige wetenschappen
- 2022: Humane wetenschappen: economische, pedagogische, psychologische, rechtskundige, sociale en politieke wetenschappen